# Федорчук Ярослав (публіцист)
Ярослав Федорчук (*1878, Снятин, Королівство Галичини та Володимирії, Австро-Угорщина — 1916, Веве, Швейцарія) — український публіцист і журналіст з Галичини. Друкувався в європейській пресі. Син педагога та громадського діяча Іллі Федорчука.

## Життєпис
Народився 1878 року в покутському містечку Снятин. Закінчив Вищу журналістську школу в Парижі. 
Був послідовником суспільно-політичних поглядів Михайла Драгоманова. З 1902 року жив та працював у Женеві, а від 1906 року — в Парижі. Займався інформуванням французького суспільство про українські справи. Був серед ініціаторів створення Української Громади в Парижі («Cercle des Oukrainiens a Paris»), а згодом її секретарем та головою (1908—1914). Автор публікацій на українську тематику в тижневику «Le Courrier Européen» (1912—1914), брошур «Le réveil national des Ukrainians» (1912), «Memorandum on the Ukrainian Question in its National Aspect» (1914, разом з Ю. Рафаловичем), редактор 3-4 ч. журналу «Les Annales des Nationalités», присвяченого Україні та ін. 
Помер 1916 року неподалік Лозанни у Швейцарії.